# William Broaddus Pritchard
William Broaddus Pritchard (ur. 12 czerwca 1862, zm. 6 czerwca 1932) – amerykański lekarz, neurolog. 
Profesor chorób nerwowych i umysłowych w New York Medical School and Hospital, konsultujący neurolog w New York City Hospital, New York Neurological Hospital, Knickerbocker Hospital, Staten Island Hospital i St. Vincent's Hospital.

## Wybrane prace
- A manual of dietetics for physicians, mothers and nurses (1889)